# Championnat de Finlande des rallyes

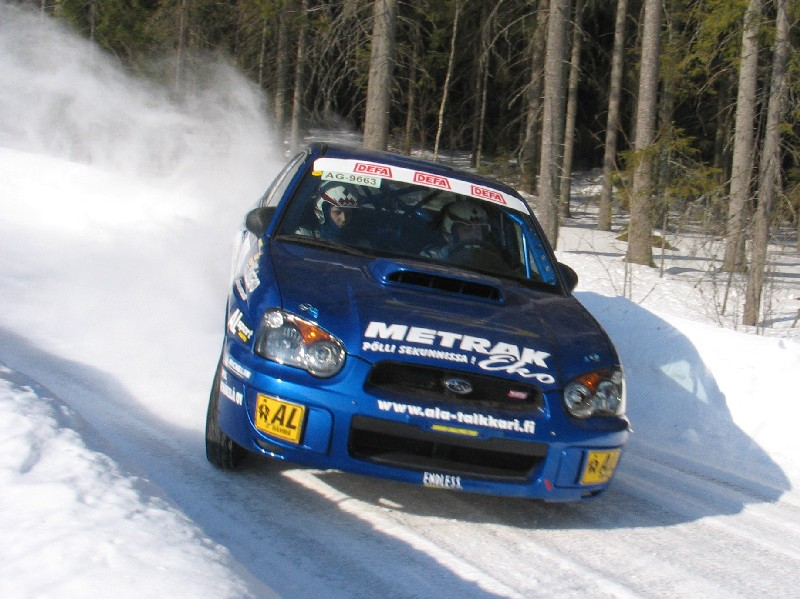
Jukka Ketomäki au Rallye des cerfs 2005

Le  Championnat de Finlande des rallyes est annuellement organisé par la Fédération finlandaise de sport automobile, l'AKK-Motorsport (en).

## Palmarès
| Année | Groupe               | Groupe                 | Groupe               | Groupe                 |
| Année | SM1 (depuis 2009)    | SM2 (depuis 2009)      | SM3 (depuis 2012)    | SM4 (2014...)          |
| ----- | -------------------- | ---------------------- | -------------------- | ---------------------- |
| 2014  | Karl Kruuda          | Kaspar Koitla          | Samuli Vuorisalo     | Ville Hautamäki        |
| 2013  | Juha Salo            | Jussi Vainionpää       | Joonas Lindroos      | 2WD (2012)             |
| 2012  | Esapekka Lappi       | Ville Hautamäki        | Andreas Amberg       | Joonas Lindroos        |
| 2011  | Juha Salo            | Kalle Pinomäki         |                      |                        |
| 2010  | Juha Salo            | Kalle Pinomäki         |                      |                        |
| 2009  | Jari Ketomaa         | Joonas Lindroos        |                      |                        |
|       | Groupe A (1983-2008) |                        | Groupe N (1987-2008) | Groupe "n" (1989–2008) |
| 2008  | Ari Vihavainen       | Juha Salo              | Joonas Lindroos      |                        |
| 2007  | Jussi Välimäki       | Jari Ketomaa           | Joonas Lindroos      |                        |
| 2006  | Sebastian Lindholm   | Jari Ketomaa           | Matti Rantanen       |                        |
| 2005  | Kosti Katajamäki     | Groupe "a" (1988–2004) | Juha Salo            | Marko Mänty            |
| 2004  | Sebastian Lindholm   | Janne Vähämiko         | Juha Salo            | Juho Hänninen          |
| 2003  | Sebastian Lindholm   | Janne Vähämiko         | Hannu Hotanen        | Timo Mäenpää           |
| 2002  | Sebastian Lindholm   | Mikko Hirvonen         | Juha Salo            | Eero Räikkönen         |
| 2001  | Janne Tuohino        | Tomi Tukiainen         | Jouko Puhakka        | Kosti Katajamäki       |
| 2000  | Sebastian Lindholm   | Jani Pirttinen         | Jani Paasonen        | Eero Räikkönen         |
| 1999  | Pasi Hagström        | Kari Kivenne           | Janne Tuohino        | Tomi Tukiainen         |
| 1998  | Marcus Grönholm      | Esa Saarenpää          | Jouko Puhakka        | Hannu Jokinen          |
| 1997  | Marcus Grönholm      | Toni Gardemeister      | Jouko Puhakka        | Jani Pirttinen         |
| 1996  | Marcus Grönholm      | Tapio Laukkanen        | Jouko Puhakka        | Harri Rämänen          |
| 1995  | Sebastian Lindholm   | Harri Rovanperä        | Mika Korhonen        | Jorma Laakso           |
| 1994  | Marcus Grönholm      | Heikki Westerlund      | Jari Latvala         | Jorma Laakso           |
| 1993  | Sebastian Lindholm   | Timo Niinimäki         | Juha Hellman         | Jorma Laakso           |
| 1992  | Esa Saarenpää        | Mika Kelkkanen         | Jarmo Kytölehto      | Jukka Mäenpää          |
| 1991  | Lasse Lampi          | Jarmo Kytölehto        | Marcus Grönholm      | Ari Saxberg            |
| 1990  | Sebastian Lindholm   | Jarmo Kytölehto        | Arto Kumpumäki       | Jouni Ahvenlammi       |
| 1989  | Mikael Sundström     | Teemu Tahko            | Timo Kuivinen        | Petri Kaura            |
|       |                      |                        |                      | Groupe B (1983–1988)   |
| 1988  | Mikael Sundström     | Sampsa Junnila         | Tommi Mäkinen        | Petteri Lindström      |
| 1987  | Mikael Sundström     |                        | Sakari Vierimaa      | Petteri Lindström      |
|       |                      | Groupe 2 (1970-1986)   |                      |                        |
| 1986  | Risto Buri           | Kyösti Hämäläinen      |                      | Timo Heinonen          |
| 1985  | Mika Arpiainen       | Kyösti Hämäläinen      | Antero Laine         |                        |
| 1984  | Mika Arpiainen       | Kyösti Hämäläinen      | Antero Laine         |                        |
|       | Groupe 1 (1959-1983) |                        |                      |                        |
| 1983  | Mikael Sundström     | Kyösti Hämäläinen      |                      | Lasse Lampi            |
| 1982  | Harri Väänänen       | Kyösti Hämäläinen      |                      |                        |
| 1981  | Antero Laine         | Kyösti Hämäläinen      |                      |                        |
| 1980  | Mikael Sundström     | Kyösti Hämäläinen      |                      |                        |
| 1979  | Veli Hirvonen        | Kyösti Hämäläinen      |                      |                        |
|       |                      |                        | Groupe 4 (1976–1978) |                        |
| 1978  | Kyösti Hämäläinen    | Ulf Grönholm           | Markku Alén          |                        |
| 1977  | Kyösti Hämäläinen    | Hannu Valtaharju       | Ulf Grönholm         |                        |
| 1976  | Kyösti Hämäläinen    | Heikki Vilkman         | Tapio Rainio         |                        |
| 1975  | Kyösti Hämäläinen    | Simo Lampinen          |                      |                        |
| 1974  | Pentti Airikkala     | Hannu Mikkola          |                      |                        |
| 1973  | Kyösti Hämäläinen    | Timo Mäkinen           |                      |                        |
| 1972  | Eero Nuuttila        | Tapio Rainio           |                      |                        |
| 1971  | Eero Nuuttila        | Tapio Rainio           |                      |                        |
| 1970  | Eero Nuuttila        | Timo Mäkinen           |                      |                        |
| 1969  | Jorma Lusenius       |                        |                      |                        |
| 1968  | Hannu Mikkola        |                        |                      |                        |
| 1967  | Simo Lampinen        |                        |                      |                        |
| 1966  | Timo Mäkinen         |                        |                      |                        |
| 1965  | Rauno Aaltonen       |                        |                      |                        |
| 1964  | Simo Lampinen        |                        |                      |                        |
| 1963  | Simo Lampinen        |                        |                      |                        |
| 1962  | Pauli Toivonen       |                        |                      |                        |
| 1961  | Rauno Aaltonen       |                        |                      |                        |
| 1960  | Carl-Otto Bremer     |                        |                      |                        |
| 1959  | Esko Keinänen        |                        |                      |                        |